# Dorsa Argentea
Dorsa Argentea és una formació geològica de tipus dorsum a la superfície de Mart, localitzada amb el sistema de coordenades planetocèntriques a -75.33 ° latitud N i 338.48 ° longitud E, que fa 339.26 km de diàmetre. El nom va ser aprovat per la UAI l'any 1976 i fa referència a una característica d'albedo.